# Володимирський собор у м. Київ (монета)
«Володи́мирський собо́р у м. Ки́їв» — пам'ятна монета номіналом 5 гривень, випущена Національним банком України, присвячена бодній з архітектурних перлин Києва — Володимирському собору. Побудований у неовізантійському стилі він привертає увагу як своєю історією, так і внутрішнім розписом — справжнім шедевром мистецтва. На спорудження собору, яке тривало 20 років — із 1862 до 1882 року, було зібрано значну кількість пожертв. Більше 10 років продовжувалися роботи над внутрішнім оздобленням храму, унікальні розписи якого і є його основною цінністю.
Монету введено в обіг 15 вересня 2022 року. Вона належить до серії «Пам'ятки архітектури України».

## Опис монети та характеристики
| Номінал грн. | Метал      | Маса, г | Діаметр, мм | Якість виготовлення       | Гурт     | Тираж, штук                                        |
| ------------ | ---------- | ------- | ----------- | ------------------------- | -------- | -------------------------------------------------- |
| 5            | нейзильбер | 16,54   | 35,0        | спеціальний анциркулейтед | рифлений | 35 000 (у тому числі 10 000 у сувенірній упаковці) |

### Аверс

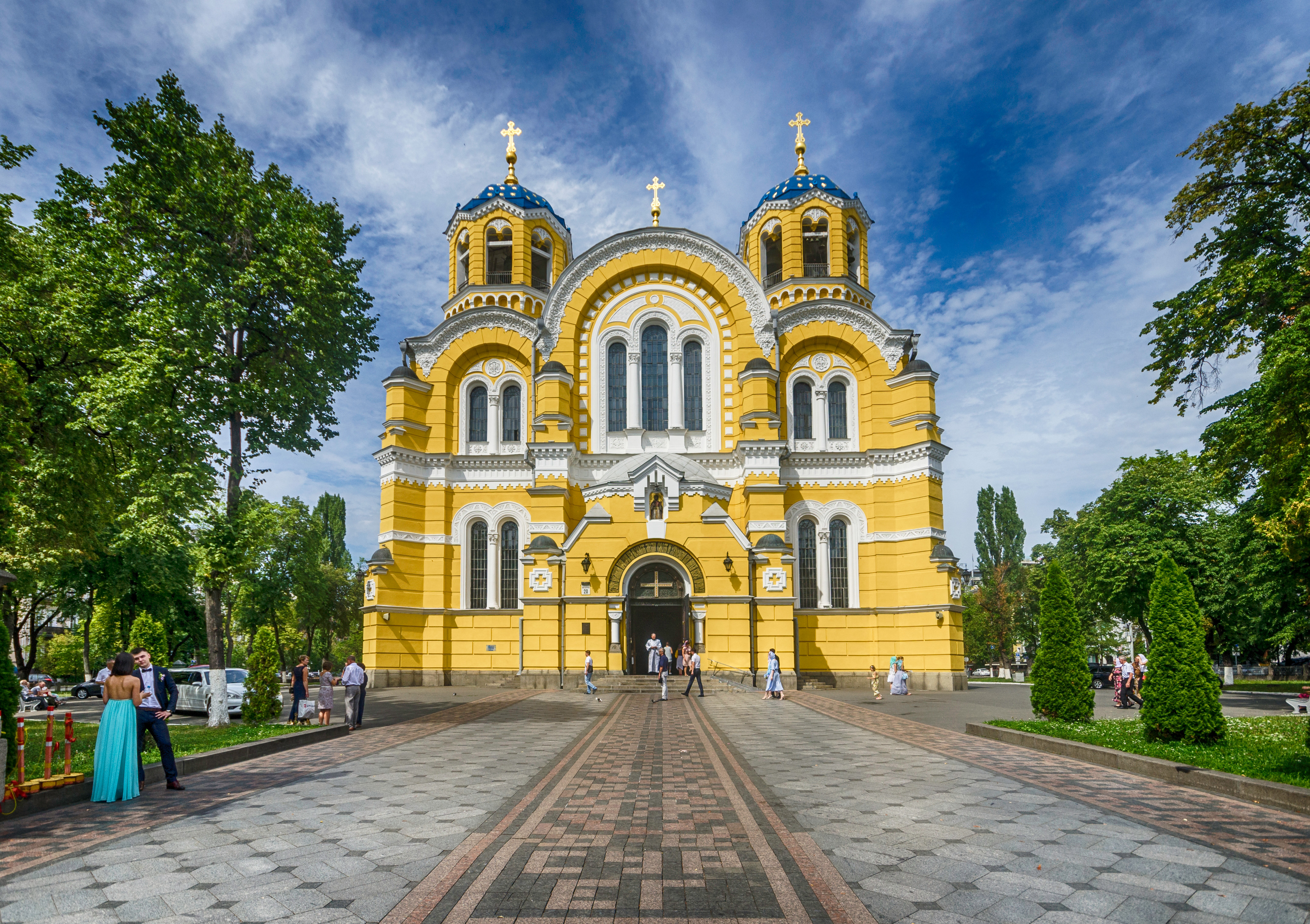
Володимирський собор

На аверсі монети розміщено: угорі на дзеркальному тлі — малий Державний Герб України, праворуч і ліворуч від якого напис півколом «НАЦІОНАЛЬНИЙ БАНК УКРАЇНИ»; на орнаментальному тлі — головний фасад собору (використано тамподрук), під яким орнаментальний фриз; унизу номінал монети — «П'ЯТЬ/ГРИВЕНЬ»; рік карбування «2022» — ліворуч від собору, логотип Банкнотно-монетного двору Національного банку України — праворуч.

### Реверс
На реверсі монети зображено орнаментальний декоративний елемент оздоблення історичної будівлі, під яким роки будівництва собору — «1862—1882», орнаментальна смуга та напис — «ВОЛОДИМИРСЬКИЙ/СОБОР».

10000 монет із загального тиражу було випущено у буклетах
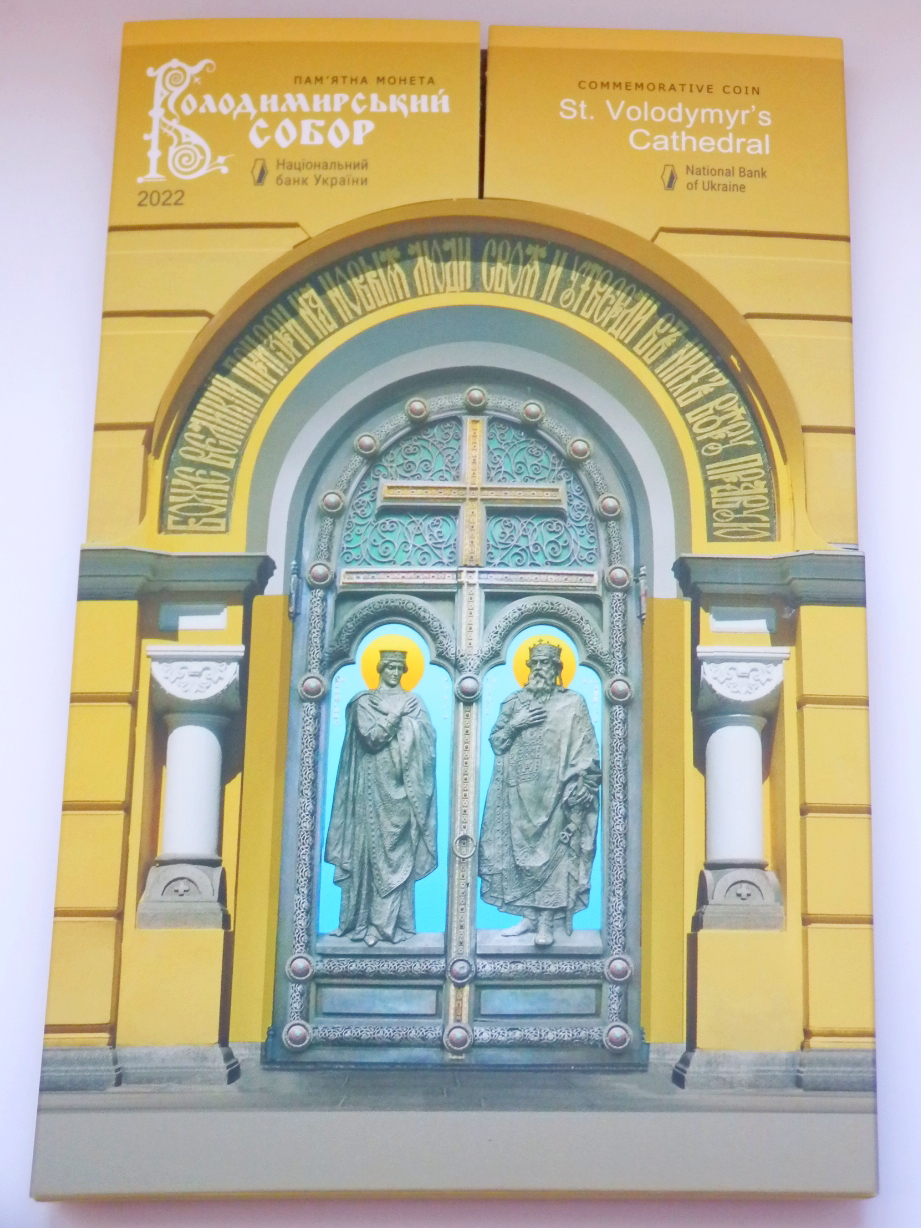
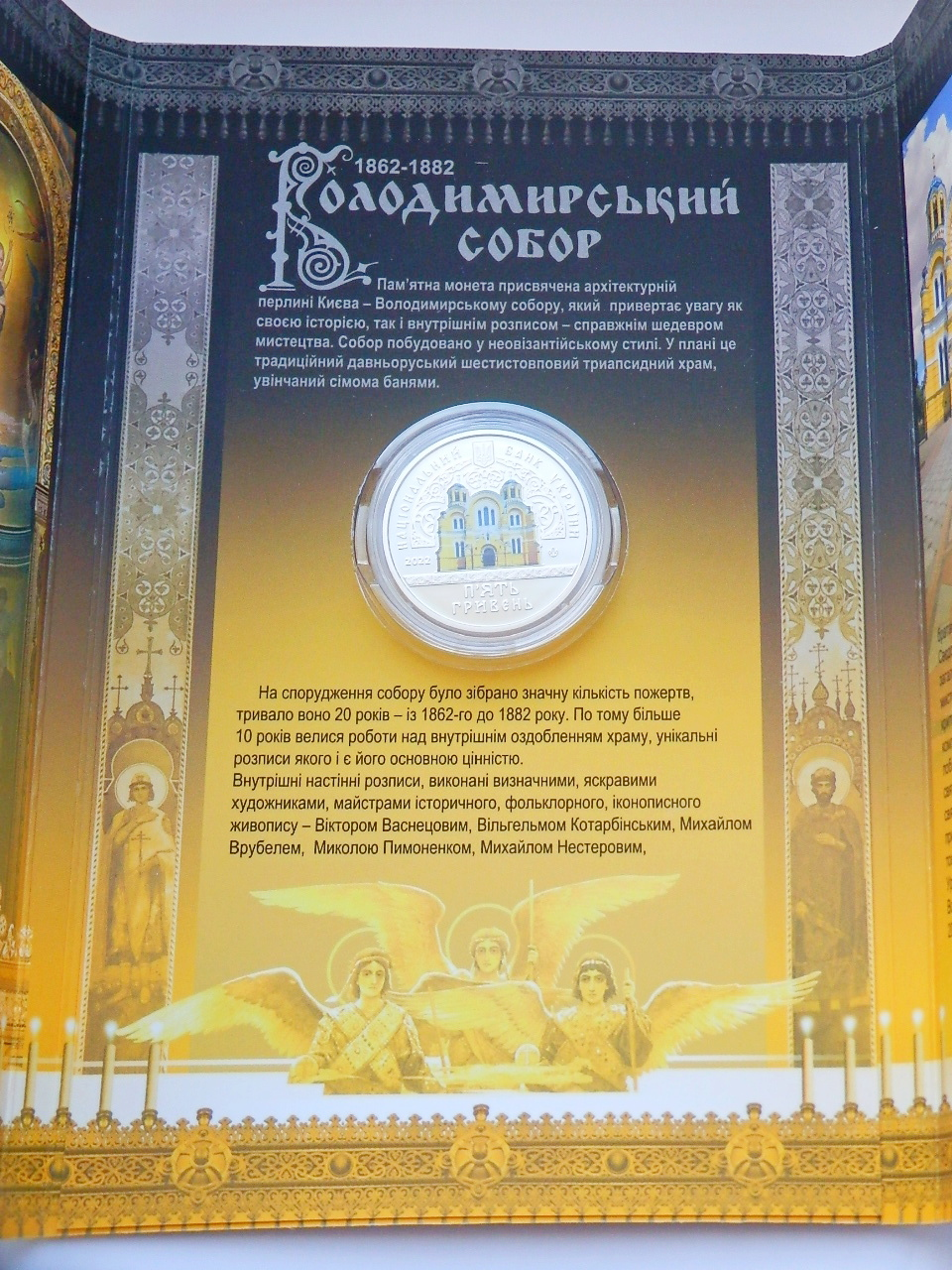
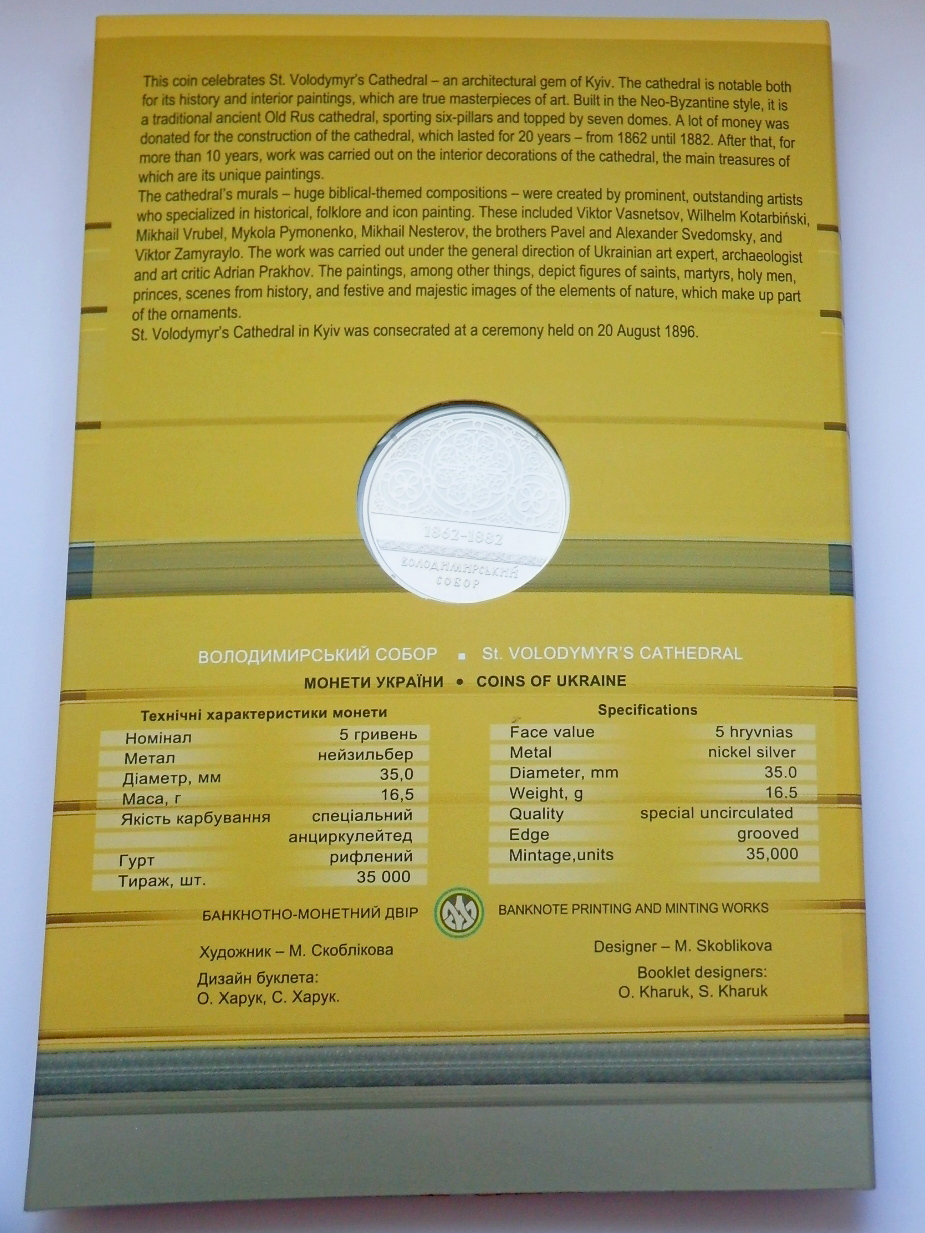

## Автори

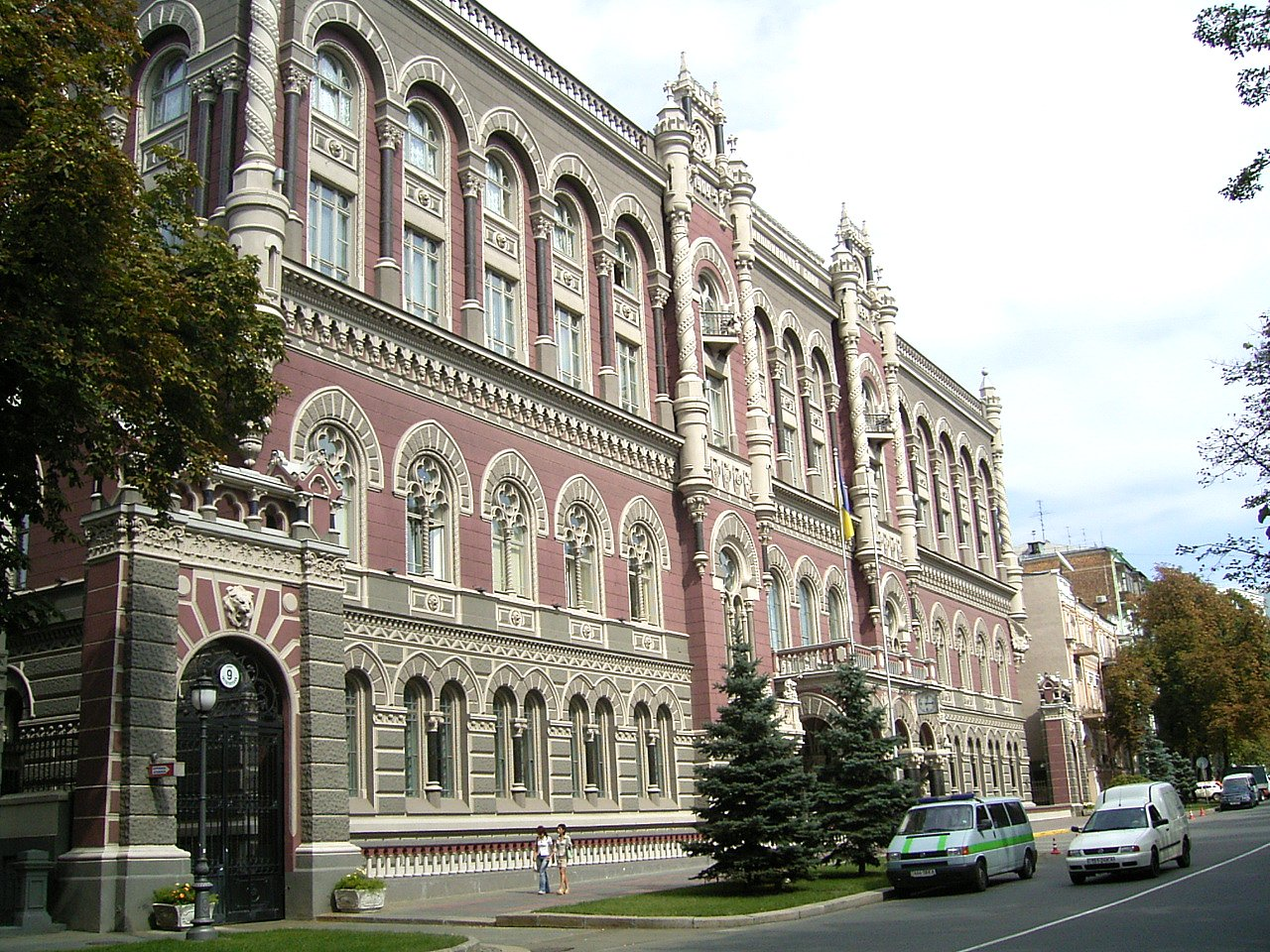
Будівля Національного банку України

- Художник — Скоблікова Марія.
- Скульптор — Андріянов Віталій.

## Вартість монети
Під час введення монети в обіг 2022 року, Національний банк України реалізовував монету за ціною 107 гривень (173 у сувенірній упаковці).
Фактична приблизна вартість монети, з роками змінювалася так:
| Рік        | 2023 | 2024 | 2025 |
| ---------- | ---- | ---- | ---- |
| Ціна, грн. | 310  | 570  | 600  |